# Баранавичи
Баранавичи или Барановичи (блр. Баранавічы; рус. Барановичи) је град у западном делу Републике Белорусије. Административно је средиште Брестског рејона (иако као град обласне субординације није његов саставни део) Брестске области. Један је од најважнијих саобраћајних центара у земљи.
Према процени из 2013. у граду је живело око 178.000 становника.

## Географија
Град је смештен у северном делу Брестске области, у међуречје река Шчаре и њене притоке Мишанке. Град се налази на пола пута између Бреста на југозападу (193 км) и Минска на североистоку (139 км). Рељеф је равничарски, са надморским висинама између 180 и 200 метара, а просечна надморска висина града је на 193 метра.
Градска зона обухвата површину од око 81 км², и од севера ка југу протеђе се дужином од 8,5 км, односно 6,3 км од запада ка истоку.

## Историја
Историја града Барановича почиње службено 17. новембра 1871. када је у саобраћај пуштена железница на линији Смоленск—Брест, а само насеље развило се из железничке станице на тој прузи. Име савременог града потиче од истоименог оближњег села које се у писаним изворима први пут помиње 1627. Већ 1874. Барановичи постају важан железнички чвор.
До интензивнијег насељавања области долази у мају 1844. када је јужно од насеља у месту Развадово отворена нова железничка линија. На око пола километра од постојеће линије убрзо је саграђена и нова железничка линија Вилњус—Лунинец—Пинск—Ровно, а око те станице формирано је насеље Нови Барановичи. Већ до 1886. Барановичи постају један од најважнијих железничких саобраћајних центара у земљи и региону. Насеља Нови и Стари Барановичи су се услед ширења стопила у један центар Барановичи-Розвадово.
Према подацима пописа из 1897. у граду је живело 8.718 становника, а већ десетак година касније тај број је порастао на преко 30.000 житеља.
Током Првог светског рата град је био важно војно упориште руске армије, а у периоду од августа 1914. до августа 1915. у граду се налазила Ставка оружаних снага Руске Империје. У знак сећања на страдале током рата у граду је 8. јуна 1915. подигнут споменик палим херојима Првог светског рата (први такав споменик на тлу Руске Империје). Током рата једно кратко време град је био под окупацијом Немачке.
Совјетска власт у граду формирана је 5. јануара 1919, а већ следећег месеца насеље добија административни статус града и центра рејона у оквирима Минске губерније. Сходно одредбама Ришког мира град 1921. постаје делом Пољске (окружни центар у границама Навагрудског војводства), и у њеном саставу остаје све до 1939. када поново постаје делом Белорусије (у то време Белоруска ССР). У то време у граду је живело нешто мање од 28.000 житеља. 
Током Другог светског рата град је био окупиран од стране војске Нацистичке Немачке (од 27. јуна 1941. до 8. јула 1944) и готово у целости разрушен. У оближњем логору смрти Љеснаја побијено је око 50.000 људи, од којих су око 30.000 били барановички Јевреји.
Поводом 20 година од ослобођења града од Фашиста 1964. је отворен спомен парк у ком се налази споменик Ослобођења и вечита ватра. 
У послератном периоду град је захваћен интензивним процесом индустријализације и обнове. У саставу Републике Белорусије је од 1991. године.

## Демографија
Према процени, у граду је 2013. живело 178.370 становника.
| 1979.   | 1989.   | 1999.   | 2009.   | 2012.   |
| ------- | ------- | ------- | ------- | ------- |
| 130.647 | 159.315 | 159.315 | 168.240 | 169.841 |

## Образовање
Барановичи су и важан образовни центар. Поред бројних основних и средњих школа, у граду делује и Национални Барановички Универзитет основан 2004. године, са 5 смерова: педагогија, машинство, економија и право, страни језиици и припремна обука за железнице.

## Саобраћај
Саобраћајна инфраструктура у граду је јако добро развијена, а сам град је веома важан саобраћајни центар у земљи. Кроз град пролази најважнији белоруски аутопут М1 који је део паневропског коридора Е30. Недалеко од града налази се ваздушна база Белоруске ратне авијације.
У близини пролази и магистрални гасовод.

## Спорт
Најважнији спортски објекти у граду су фудбалски стадион (стадион Локомотива) капацитета 3.749 седећих места на ком своје утакмице игра локлани фудбалски клуб ФК Барановичи. Године 2009. отворена је ледена дворана капацитета 2.158 места за утакмице хокеја на леду.

## Међународна сарадња
Град Барановичи има потписане уговоре о међународној сарадњи и партнерству са следећим градовима:
| - Хејнола (Финска) - Штокерау (Аустрија) - Гдиња (Пољска) - Ферара (Италија) - Карлово (Бугарска) - Бјала Подласка (Пољска) - Кинешма (Русија) | - Митишчи (Русија) - Нововолинск (Украјина) - Јелгава (Летонија) - Жодзина (Белорусија) - Полтава (Украјина) - Јејск (Русија) - Нака (Шведска) |